# 保靖州安抚司
保靖州安抚司，前身為元朝保靖州，朱元璋起兵，保靖州安抚使彭世雄率属下归附，龙凤十一年（1365年）朱元璋置保靖州军民安抚司，仍以原土司彭氏世袭管理，治所在今湖南省保靖县，洪武六年（1373年）升保靖州宣抚司。